# Żabniczanka
Żabniczanka (Żabnica) – potok w Beskidzie Żywieckim, prawy dopływ Soły o długości 12,59 km i powierzchni zlewni 37,03 km².
Spływa w północno-zachodnim kierunku przez miejscowość Żabnica głęboką doliną. Jej orograficznie prawe zbocza tworzy grzbiet Gronia, Abrahamowa, Suchego Gronia i Romanki, lewe – grzbiet Redykalnego Wierchu, Prusowa, Boruczy i Palenicy.
Źródła Żabniczanki Hydroportal umieszcza na wysokości ok. 1150 m n.p.m., tuż poniżej Przełęczy Pawlusiej, przy północno-zachodnim skraju Hali Pawlusiej. Jednocześnie mapa Geoportalu źródłowy tok Żabniczanki nazywa Zimną Raztoką, a jego początek umieszcza na wysokości ok. 1260 m n.p.m. (p. niżej). Według tegoż Geoportalu nazwa "Żabniczanka" pojawia się od momentu połączenia się Zimnej Raztoki z Boraczą, poniżej osiedla Kamienna. W miejscowości Węgierska Górka Żabniczanka uchodzi do Soły na wysokości około 406 m n.p.m..
Dopływami Żabniczanki są potoki: Zimna Raztoka (mający źródła na wysokości około 1260 m na północno-wschodnich stokach Rysianki), Boracza, Romanka, Studziański, Myców, Potok Rycyjski.
Żywiecki wójt Andrzej Komoniecki w swym "Dziejopisie Żywieckim" na początku XVIII w. podawał, iż ...Żabnica z trzech także potoków bierze swój początek: z jednego spod Szendzielnego, z drugiego spod Boraczego, z trzeciego spod Płonnego, źródeł mianowanych. Ów trzeci potok to bez wątpienia wspomniana Romanka, spływająca doliną pod Płonem, co wskazywałoby, iż nazwa "Żabnicy" ("Żabniczanki") funkcjonowała wówczas dopiero od okolic dzisiejszej Skałki. Jednocześnie Komoniecki chwalił jakość wód Żabniczanki: ...gdyż tam rzeka kamienista jest i woda w całym Państwie najlepsza i najlekciejsza, bo ją niegdy między inszemi ważono wodami (...).
Wzdłuż koryta Żabniczanki prowadzi droga do Żabnicy, raz z prawej, raz z lewej strony jej brzegu (trzykrotnie mostami przekracza Żabniczankę).